# Anni Paul-Pescatore

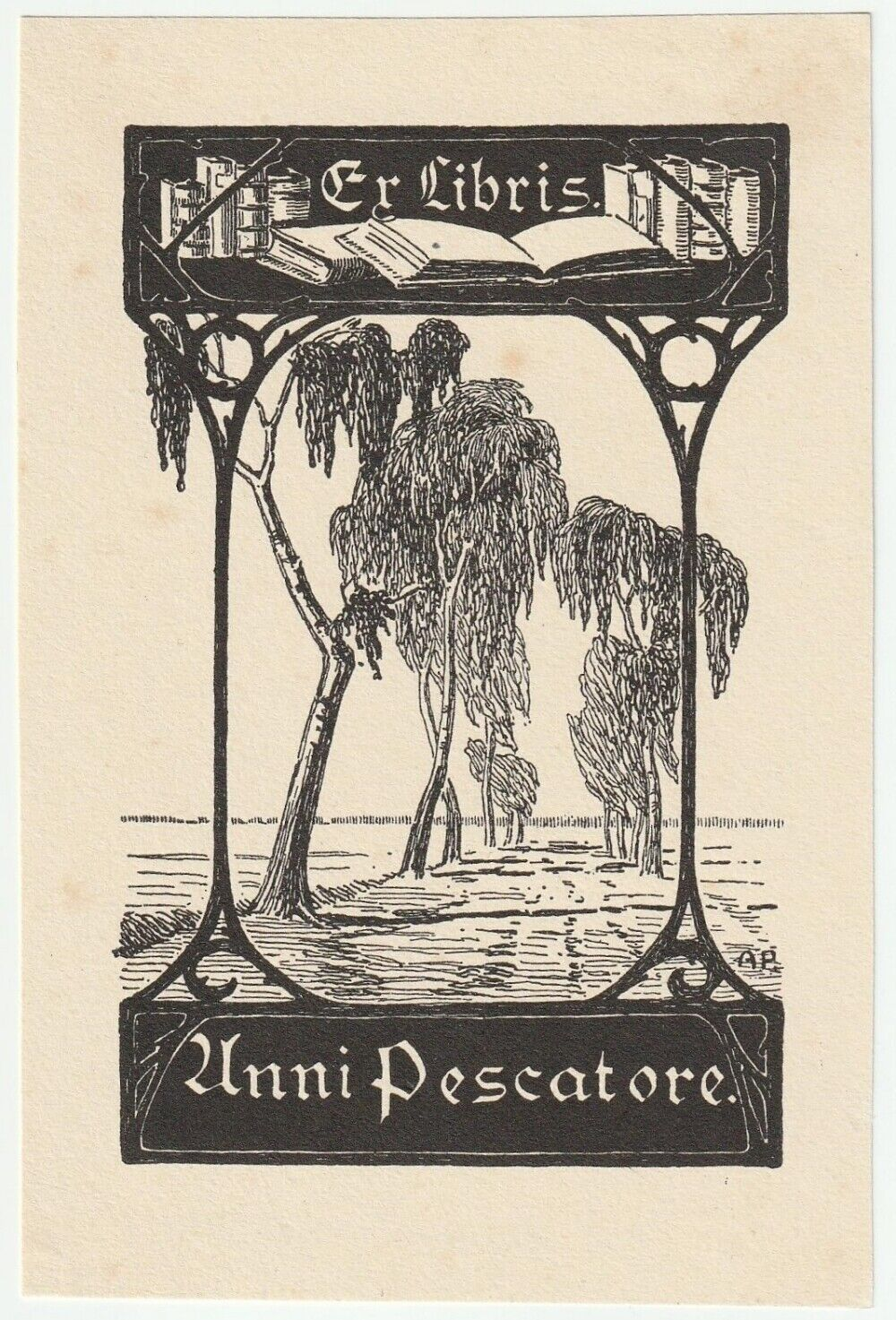
Exlibris (1910)

Anni Paul-Pescatore (* 5. Januar 1884 in Gießen als Anni Elisabeth Pescatore; † 21. Oktober 1947) war eine deutsche Kunsthistorikerin.

## Leben
Anni Pescatore war die Tochter des Juristen und Hochschullehrers Gustav Pescatore. Sie studierte Kunstgeschichte und wurde 1917 an der Universität Greifswald mit einer Arbeit zum Meister der bemalten Kreuzigungsreliefs promoviert. Von 1920 bis 1947 war sie als wissenschaftliche Mitarbeiterin an der Nationalgalerie in Berlin tätig und war dort u. a. für die Handzeichnungen zuständig.
Hobbymässig war sie auch als Exlibriskünstlerin tätig.

## Veröffentlichungen (Auswahl)
- Der Meister der bemalten Kreuzigungsreliefs. Ein Beitrag zur Geschichte der niederdeutschen Plastik im 15. Jahrhundert. Heitz, Straßburg 1918 (Dissertation, Digitalisat).
- mit Paul Ortwin Rave: Verzeichnis der Gemälde und Bildwerke in der National-Galerie zu Berlin. Neue Ausgabe, Berlin 1934.
- Anselm Feuerbach: Briefe an die Mutter. Aus den in der National-Galerie bewahrten Briefen Feuerbachs. Berlin 1939
- Anselm Feuerbach. Sechsig Bilder. Königsberg 1940
- Alfred Rethel. Sechzig Bilder. Königsberg 1944.
- Karl Blechen. Sechzig Bilder. Königsberg 1944.